# مومیا

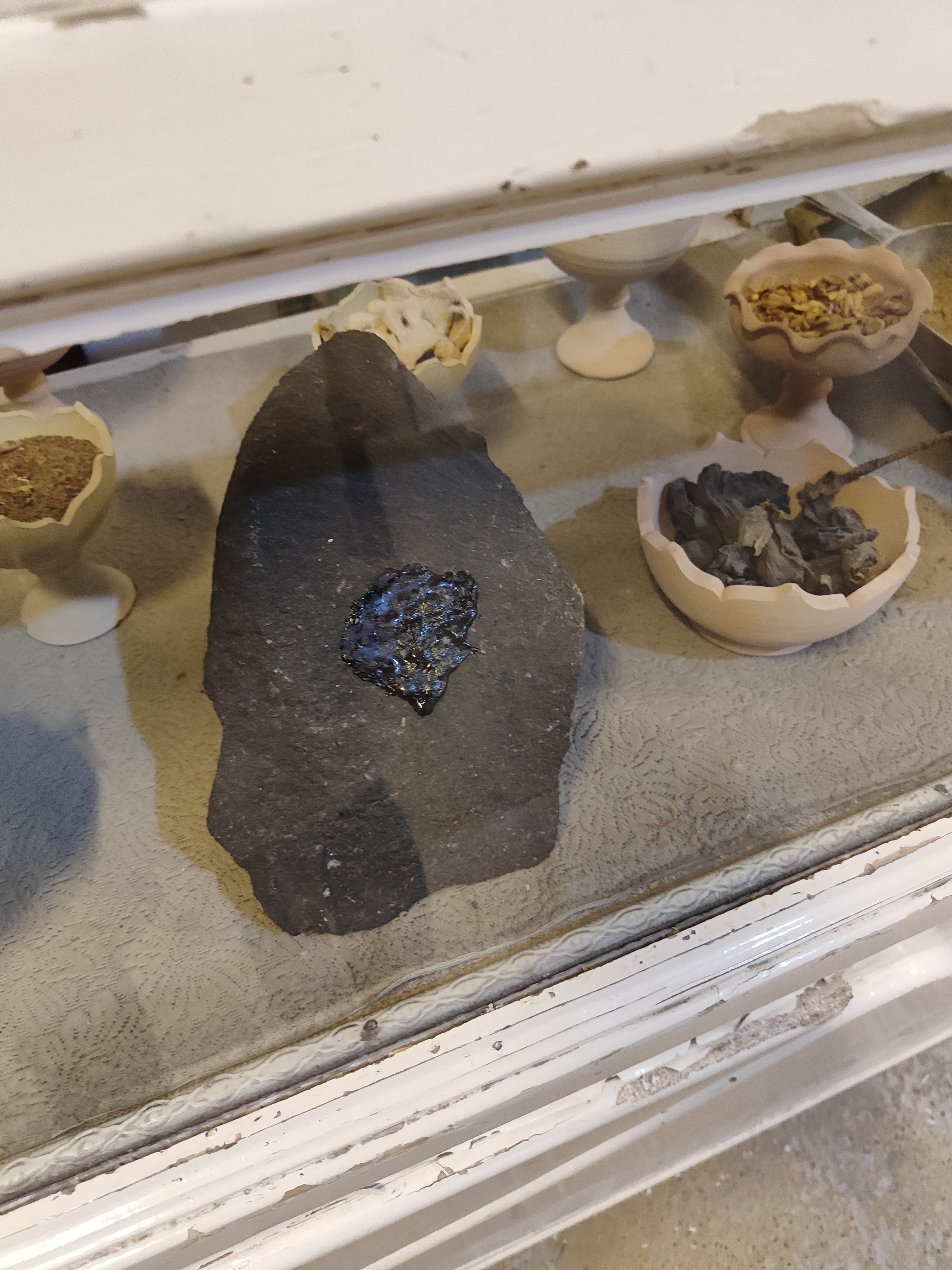
مومیا در موزه جهرم

مومیا یا مومنایی نوعی مادهٔ معدنی است که در طب سنتی مورد استفاده قرار می‌گرفته است و از این ماده برای درمان بسیاری از بیماری شایع نظیر درد مفاصل، شکستگی‌ها، بیماری نقرس و غیره بهره می‌گرفتند. تاریخ استفاده از ماده به هزاران سال قبل بازمی‌گردد و ظاهراً مصریان باستان از اولین مللی بودند که از این ماده برای درمان و همچنین برای مومیایی کردن مردگان خود بهره بردند.
محمد بن زکریای رازی حکیم و پزشک نامدار ایرانی معتقد است که این دارو برای اولین بار در روزگار پادشاهی فریدون پیشدادی در شهر دارابگرد یا داراب کنونی شناخته شده و مورد استفاده قرار گرفته است. رازی همچنین رساله کوتاهی به نام خواص مومیایی نگاشته است که این رساله به فارسی ترجمه شده است.

## منشأ
نظرات مختلفی در مورد منشأ مومیا بیان شده است. اعتقاد بر این است که در نتیجه تجزیه سنگ‌های نفتی توسط میکروارگانیسم‌ها تشکیل شده است.
در ایده‌های اولیه (پیش علمی)، منشأ کوهی و ترکیب غیرآلی مومیا (طلا، نقره، مس، آهن) فرض شده بود. در نیمه دوم قرن بیستم، فرض بر این بود که مومیا یک محصول زائد از فضولات حیوانات (خفاش‌ها و غیره)، رسوبات مدفوع جوندگان روی سنگ‌ها است. بر اساس ایده‌های مدرن، مومیا منشأ گیاهی دارد و به احتمال زیاد، محصولات فسیل شده تجزیه (پوسیدگی) بقایای گیاهی را نشان می‌دهد که تحت فشار سنگ دچار دگردیسی شده‌اند.

## تاریخچه
از زمان‌های قدیم، مومیا یک داروی عامیانه در افغانستان، هند، ایران، چین، آسیای مرکزی و تبت بوده است. مومیا بیش از ۴۰۰۰ سال است که به عنوان یک داروی عامیانه و در طب جایگزین استفاده می‌شود. اثرات شفابخش مومیا برای بیماری‌های مختلف در آثار ارسطو، رازی، بیرونی، ابن سینا و دیگران ذکر شده است. بارتلمی دربلو این تولید طبیعی سنگ را با مومیایی مصنوعی یا انسانی اشتباه گرفت.

## ذخایر طبیعی
ذخایر مومیا در بسیاری از مناطق جهان یافت می‌شود: در قفقاز، آسیای مرکزی، روسیه، منطقه سیبری جنوبی در کوه‌های سایان-آلتایی، هند، مغولستان، ایران، پاکستان، عربستان، اندونزی، استرالیا، برمه، آمریکای جنوبی. چین، نپال، افغانستان و کشورهای شمال شرق آفریقا. تحقیقات مرکز اکتشافات جغرافیایی ایالتی مرکزی "جواهرات Tsentrquartz" نشان داده است که ذخایر مومیا، علیرغم جغرافیای وسیع موقعیت آنها، بسیار نادر است و ذخایر مواد خام در آنها محدود است. مومیا تمایل به کاهش اکسیداسیون دارد، اما مدت زمان فرایند از ۲ تا ۳۰۰ سال یا بیشتر متغیر است. در سنگ‌های آهکی، دگرگونی و رسوبی (از پروتروزوئیک تا کواترنر) در آسیای مرکزی، تووا، در دریاچه بایکال، در قفقاز و مناطق دیگر یافت می‌شود. بیشتر در هیمالیا، فلات تبت، کوه‌های شبه جزیره عربستان، ایران، مغولستان، میانمار یافت می‌شود.

## ترکیبات
اگرچه مومیا گاهی به عنوان قطران یا رزین معدنی نامیده می‌شود، اما در واقع هیچ‌کدام از این دو نیست. این ماده ای بسیار چسبناک مانند قطران یا رزین است که به رنگ قهوه ای تیره یا سیاه است، اما برخلاف این مواد به راحتی در آب حل می‌شود اما در اتانول نامحلول است.
مومیا حاوی مواد معدنی کلسیم، منیزیم، سدیم، آهن، کروم، سرب و غیره بیش از ۲۰ عنصر و همچنین هیدروکربن‌های پارافین جامد، پروتئین‌ها، کربوهیدرات‌ها، اسیدهای آمینه، اسیدهای چرب، الکل‌ها و غیره است. ترکیب شیمیایی بخش آلی عصاره (~50% C و 10% H) منشأ روغنی مومیا را نشان می‌دهد.
مومیا از ۶۰ تا ۸۰ درصد مواد هیومیک مانند اسیدهای هیومیک و فولویک تشکیل شده است.
نمونه‌های مومیا از هیمالیا 5.1 kDa، آلتای 8 kDa، تیان شان 7.5 kDa، زونگاریان 9.0 kDa وزن مولکولی، نشان داد که از دو جزء اصلی تشکیل شده است: بخش با مولکولی بالا، طبیعت اسیدی فولویک نمونه به عنوان نمونه معمولی است. (نمونه ای از دریاچه سختیش روسیه) و قسمت کم مولکولی طیفی از متابولیت‌های رویشی و حیوانی مانند متیل دی آمینو سیکلوهگزان، شیکمیک اسید، هیپوریک اسید، کوینیک اسید، هیدروکسی هیپوریک اسید، دیمر متیل دی آمینو سیکلوهگزان را نشان می‌دهد.
مومیا حاوی مواد معدنی ۱۵ تا ۲۰ درصد همراه با عناصر کمیاب از جمله سلنیوم است. بنابراین مومیا سرشار از مواد مغذی مانند نمک‌های معدنی، اسیدهای آمینه و غیره و سایر ترکیبات آلی از جمله: اسید بنزوئیک، اسید هیپوریک، اسیدهای چرب (اسید میریستیک، اسید استئاریک، اسید اولئیک، اسید پتروسلینیک، اسید لینولئیک، اسید لوریک است. اسیدهای چرب اشباع شده)، ایکتیریدین، اسید سالیسیلیک، رزین‌ها، تری ترپن‌ها، استرول‌ها، اسیدهای کربوکسیلیک معطر، ۳٬۴-بنزوکومارین‌ها، گروه‌های آمینه اسیدها، لیپیدهای فنولیک، ۸۵ ماده معدنی کمیاب (پتاسیم، کلسیم و منیزیم) بیشترین میزان را دارند. لاتکس، آلبومین، استرول‌ها، پلی فنول‌های چای، لیپیدهای فنلی، دی بنزو آلفا پیرون‌ها (DBP)، سلنیوم و کروموپروتئین‌های دی بنزو-α-پیرون (DCPs).

## خواص ارگانولپتیکی
طعم مومیا تلخ است و می‌تواند شبیه شکلات خالص با محتوای کاکائو بالا باشد. بوی مومیا شبیه بوی قیر است.

## طبقه‌بندی
مومیا با توجه به نوع فلز موجود در رنگ‌ها و درجات مختلفی وجود دارد: قرمز با طلا، سفید با نقره، آبی (Tamra، با مومیای مس) و سیاه حاوی آهن. از این میان، مومیای سیاه حاوی طلا نادرترین است و بهترین اثر درمانی را دارد. در طبیعت مومیای حاوی آهن بیشترین مصرف را در طب سنتی دارد.

## پژوهش
مطالعات انجام شده در سال ۲۰۱۱ شواهد قابل توجهی از فعالیت بیولوژیکی مومیا، که توسط طرفداران طب‌های سنتی (آیورودا، چینی، تبتی) اعلام شده است، پیدا نکرد.